# Produktplakatet
Produktplakatet, egentligen Förordning angående de främmandes fart på Sverige och Finland, var en förordning som stadgade att utländska varor som kom till Sverige endast fick fraktas med svenska fartyg eller fartyg från varornas ursprungsland.
Plakatet skrevs 1724 under Arvid Horns och mössornas riksdagsperiod för att främja merkantilismen. Det upphävdes delvis genom handelstraktater med Storbritannien och Nederländerna under 1820-talet samt miste helt sin betydelse när näringsfrihet infördes vid 1800-talets mitt.

## Förordningens tillkomst och verkan

### Bakgrund
Storbritannien var i början av 1700-talet det främsta exportmålet för svenska produkter. Men de svenska köpmännen klagade över de höga tullar och skeppsavgifter som engelsmännen belade andra länders produkter med i sina hamnar. Därför yrkade de på 1723 års riksdag att man i gengäld skulle utestänga britterna – och alla andra utlänningar – från all handel i Sverige med andra produkter än deras egna. Genom en sådan åtgärd skulle de svenska köpmännen eggas till att själva hämta sitt lands behov av varor i främmande hamnar och uppta tävlan med utlänningarna om fraktfarten. Men å andra sidan löpte man risken att Storbritannien skulle hämnas genom ytterligare tullförhöjningar eller kanske rent av med importförbud på svenska produkter.
De tveksamma blev dock överröstade på riksdagen, och år 1724 utfärdades förordningen. Genom denna åtgärd hoppades regering och ständer åstadkomma en svensk storhandel direkt på produktionsorterna – särskilt av salt – och slippa de mellanhänder som förut dragit till sig fraktvinsterna. Dessa skulle nu i stället bli en av Sveriges viktigaste inkomstkällor.

### Resultat
Produktplakatet ledde till att den svenska handelsflottan snabbt växte i fråga om större fartyg. Snart fördes landets hela behov av salt från Medelhavsländerna och spannmål från Östersjöländerna till Sverige på svenska fartyg. Storbritannien kom inte med några allvarliga motåtgärder. Den nya svenska förordningen var ju en tillämpning av samma princip som britterna själva gjort gällande ända sedan 1651 genom den berömda navigationsakten. Dessutom var Storbritannien mer än någonsin tidigare beroende av den svenska järnexporten. För övrigt fanns det möjligheter att kringgå produktplakatet lika väl som tullstadgan. Bland annat brukades metoden att utländska fartyg gick så nära intill svenska kusten som var möjligt utan att bli observerade av tullbetjäningen, och där möttes av svenska fartyg som förde varorna i land under sken av att komma direkt från produktionsorten.
Kraftiga protester mot produktplakatet höjdes däremot av Nederländerna, som svarade med att tillämpa samma slags bestämmelser mot svenska fartyg i nederländska hamnar.

### Fotnoter
1. ↑  Heckscher, Eli (1922). ”Produktplakatet”. Ekonomi och historia. sid. 206
2. ↑  Grimberg, Carl. ”559 (Svenska folkets underbara öden / V. Karl XII:s tid från 1710 samt den äldre frihetstiden 1709-1739)”. runeberg.org. https://runeberg.org/sfubon/5/0575.html. Läst 20 maj 2021.
3. 1 2 3 4  Grimberg, Carl. ”560 (Svenska folkets underbara öden / V. Karl XII:s tid från 1710 samt den äldre frihetstiden 1709-1739)”. runeberg.org. https://runeberg.org/sfubon/5/0576.html. Läst 20 maj 2021.